# كيث نورتن
كيث نورتن هو سياسي كندي، ولد في 26 يناير 1941 في كندا، وتوفي في 31 يناير 2010 في كينغستون في كندا. حزبياً، نشط في حزب أونتاريو المحافظ التقدمي. وقد انتخب عضو برلمان مقاطعة أونتاريو.